# Strilekrigen
Strilekrigen fandt sted i Bergen i Norge den 18. april 1765, da omkring 2.000 bønder fra Nordhordland strømmede ind til byen for at protestere mod en hård og vilkårlig virkende ekstraskat. Protesterne var heftige, de gik især ud over stiftamtmanden Ulrik von Cicignon og den lokale foged.
Resultatet var på den ene side, at et par bønder endte med fæstningsarbejde på livstid efter at være blevet benådede fra dødsdom, og på den andre side, at bønderne blev hørt ved, at der blev mere orden på skatteopkrævingen efter dette.
Ekstraskatten blev afviklet i hele Norge i 1772. I Danmark blev den stående.